# Zadębie (Skierniewice)

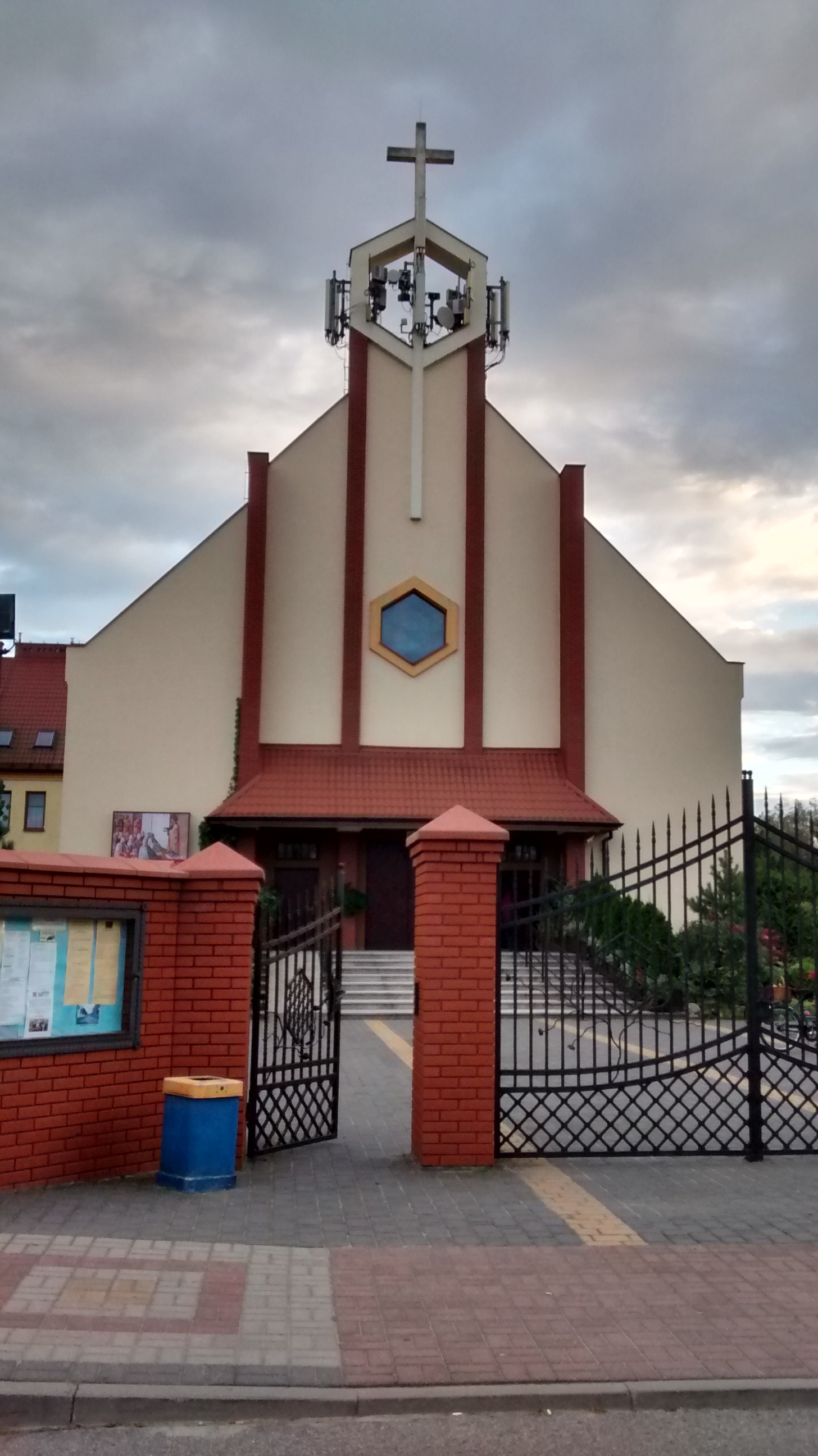
Kościół Miłosierdzia Bożego w dzielnicy Zadębie

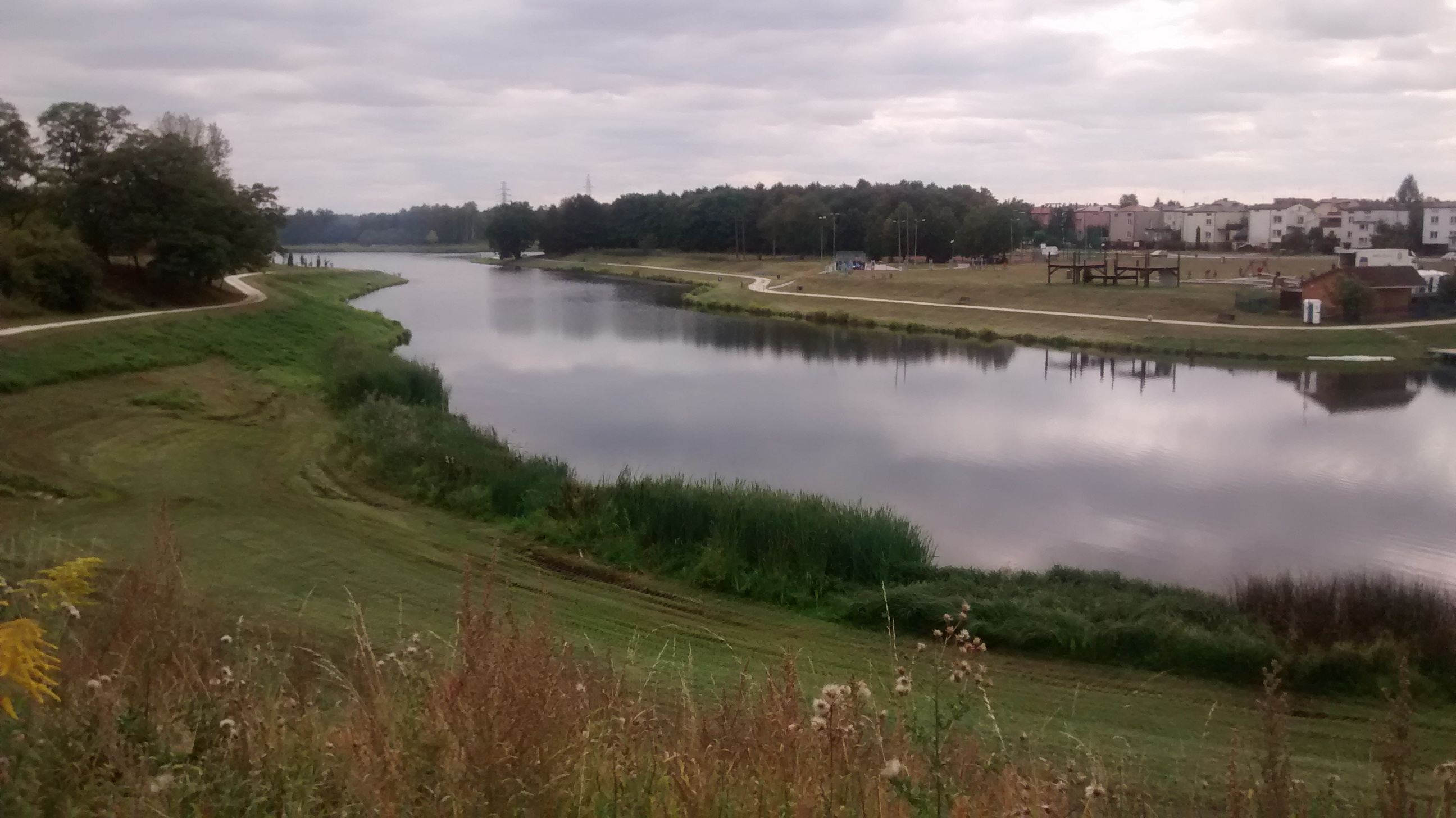
Zalew w dzielnicy Zadębie

Zadębie − osiedle Skierniewic położone w południowej części miasta, na lewym brzegu rzeki Łupi. Osiedle charakteryzuje się gęstą zabudową jednorodzinną. Od wschodu sąsiaduje ze zbiornikiem wodnym Zadębie, od północy z rzeką Łupią, a od zachodu i południa graniczy z przyłączonymi do miasta w 1985 osiedlami: Sadowiczów, Feliksów i Kolonia Balcerów.

## Nazwa
Nazwa Zadębie początkowo była nazwą pola znajdującego się w miejscu obecnego osiedla, położonego na południe od zabudowań istniejącej do 1457 r. wsi Dęba oraz późniejszej osady młyńskiej o tej samej nazwie. Wzięła się od położenia Zadębia za wsią Dęba względem zabudowań miasta.

## Historia
Od XIV w. tereny późniejszego Zadębia stanowiły część wsi Dęba, której zabudowania znajdowały się na północ od Łupi, w okolicach dzisiejszego Placu Jana Pawła II. Jej południowe rubieże były również granicą dóbr arcybiskupów gnieźnieńskich rezydujących w Skierniewicach z sąsiednimi dobrami szlacheckimi. W 1457 arcybiskup gnieźnieński Jan Odrowąż ze Sprowy włączył podupadłą wieś do nowo utworzonego miasta Skierniewice; wówczas nazwa Dęba zaczęła odnosić się do osady młyńskiej istniejącej w północnej części dzisiejszego osiedla. Pola znajdujące się na południe od zabudowań Dęby, wchodzące w skład miasta, nazwano Zadębiem. W I poł. XX w. Zadębie było przedmieściem o charakterze wiejskim, skupionym wzdłuż ulicy Zadębie. W latach 70 XX w. pola Zadębia zostały podzielone na działki i utworzono gęsto zabudowane osiedle domów jednorodzinnych; poszerzono wówczas istniejący już od średniowiecza staw na rzece Skierniewce (dawny Staw Dęba, obecnie Zalew Zadębie). W 1999 w związku z oddaniem kościoła garnizonowego parafii wojskowej, biskup łowicki Alojzy Orszulik zadecydował o utworzeniu nowej parafii na Zadębiu. Pierwsze nabożeństwo w Kościele pod wezwaniem Miłosierdzia Bożego odprawiono w 2003.

## Charakter osiedla
Osiedle charakteryzuje się wyłącznie zabudową domów jednorodzinnych. Zadębie jest największym skupiskiem wybudowanych domów jednorodzinnych w całym mieście Skierniewic.
W dzielnicy znajdują się sklepy, przychodnia lekarska oraz Kościół pod wezwaniem Miłosierdzia Bożego.

## Komunikacja
Zadębie ma połączenia z centrum, Osiedlem Widok, dworcem PKP oraz z dzielnicą Rawka Miejskich Zakładów Komunikacyjnych Skierniewice - linie nr 1, 5, 7, Z.

## Rekreacja
We wschodniej części Zadębia przepływa rzeka Skierniewka, gdzie znajduje się ośrodek rekreacyjny: plaża, przystań dla łódek, kajaków, rowerów wodnych w okresie letnim.